# 森本順子 (タレント)
森本 順子（もりもと じゅんこ、1977年2月17日 - ）は、日本のキャスター、リポーター、アナウンサー、DJ、モデル、タレント。奈良県出身。オフィスキイワード所属。愛称はじゅんちゃん（じゅんじゅん）、じゅんじゅん、もりじゅん。

## 人物・略歴
- 育英西高等学校→大阪芸術大学を中退。
- 社会人として他業種で働いていたが、夢を叶える為に今の仕事に就いた。その為アナウンススクールでは、同じ事務所の年下の林哲也と同期。
- 年齢は秘密で「永遠の二十代」という設定である。
- 2017年2月18日付けのブログにて「40代に突入しましたが・・」と記述し生年（1977年）が判明。[1]
- 同じ事務所の夏木唯子とはお互い名前で呼び合う仲である。
- 2003年（平成15年）からアドバンスコープアナウンサーを務めている。[2]
- 2011年（平成23年）10月10日、名張警察署の一日署長を務め、防犯トークショーや番組に出演した。[3]
- 2012年（平成24年）6月より1年間、アドバンスコープ代表のメンバーとしてけーぶるGIRLS[注 1]に参加した。

## 現在出演中の番組

### テレビ
- 「ウィズガスクッキング」（アシスタント、アドバンスコープ）
- 「とれとれ丹後」（キャスター、ACTV京丹後局）
- 「週刊 情報スロット」（キャスター、J:COM）
- 「県政フラッシュ」（キャスター、奈良テレビ、2012年4月 -）
- 「フロムにしのみや」（キャスター、Baycom[注 2]、2013年10月 -）
- 「ADSニュース・火曜号」（アナウンサー、アドバンスコープ、2013年9月30日 -）
- 「デイリーニュース～京都～（月・金）」（jCOM京都みやびじょん、2016年1月8日 - 2018年4月以降、不定期出演）[4]
- 「デイリーニュース～宝塚・川西・三田・猪名川～（金）」（jCOM宝塚・川西・三田・猪名川、2017年4月-）
- 「デイリーニュース～神戸・芦屋・三木～（金）」（jCOM神戸・芦屋・三木、2017年4月-）

### ラジオ
- Evening Station 83.5 Tuesday（ナビゲーター、FMなばり、2015年10月6日 - ）

## 過去出演した番組

### テレビ
- 「テレビショッピング」（ABC）
- 「インフォメーション関西」（キャスター、ACTV）
- 「アドバンステーション」（アナウンサー、アドバンスコープ）
- 「名張市議会議員選挙開票速報」（リポーター、アドバンスコープ）
- 「Hometown kam kam zone」（リポーター、J:COM）
- 「DAILY アドバンスコープ」（アナウンサー、アドバンスコープ、2012年1月11日 - 2012年5月30日）
- 「アドバンスコープDAILYニュース」（アナウンサー、アドバンスコープ、2012年6月7日 - 2013年9月27日）
- 「さりげに一週間　チョイス」（リポーター、J:COM）
- 「情報chipsロカ☆ナビ」（リポーター、J:COM）
- 「名張市長選挙開票速報」（リポーター、アドバンスコープ、2014年4月6日）
- 「名張市議会議員選挙開票速報」（アシスタント、アドバンスコープ、2014年8月24日）
- 「ちゃんねるADS新春特番」（アナウンサー、アドバンスコープ、2015年1月1日 - 2015年1月4日）
- 「大和建物ハウスショップ」(J-COM関西、2015年2月)[注 3]
- 「ADSニュース・日曜号」（アナウンサー、アドバンスコープ、2015年9月6日）
- 「アタック２５」（個性派タレント大会　回答者、2020年10月25日）

### ラジオ
- Evening Jam（ナビゲーター、FMなばり、[注 4]）
- Weekly Jam（ナビゲーター、FMなばり、[注 5]）
- Weekend Groove（ナビゲーター、FMなばり、[注 6]）
- Morning Plus（ナビゲーター、FMなばり、[注 7]）
- You gotta music（ナビゲーター、FMなばり、[注 8]）
- 開局記念特別番組（ナビゲーター、FMなばり、2006年4月24日）
- アナウンサー全員集合！この際だから言っちゃいましょう～（ナビゲーター、FMなばり、2008年12月31日）
- なばステ　新春スペシャル！（ナビゲーター、FMなばり、2011年1月1日）
- You Gotta Music Wednesday（ナビゲーター、FMなばり、2011年2月 - 2011年7月27日[注 9]）
- あさナバ ホリディ☆（ナビゲーター、FMなばり、2011年5月4日）
- たつ年さんいらっしゃ〰い☆（ナビゲーター、FMなばり、2012年1月3日）
- あさナバ・水曜日（ナビゲーター、FMなばり、2011年1月5日 - 2012年3月28日）
- おはよーSAN・水曜日（ナビゲーター、FMなばり、2012年4月4日 - 2012年5月30日）
- おはよーSAN・木曜日（ナビゲーター、FMなばり、2012年6月7日 - 2013年3月28日）
- アドバンスコープ開局20周年記念イベント第1弾 お出かけ！公開放送（ナビゲーター、FMなばり、2012年9月22日）
- なるほど！NABARI・火曜日（ナビゲーター、FMなばり、2013年4月3日 - 2013年10月29日）
- 情報処。ちゃ〜みせ 83.5・日曜日 (ナビゲーター、FMなばり、2015年9月6日[注 10])
- ほっと。すて～しょ～ん 83.5・火曜日（ナビゲーター、FMなばり、2013年11月5日 - 2015年9月29日）

## その他

### CM
- JR
- 南紀白浜コガノイベイホテル
- ハトのマークの引っ越しセンター
- ヘリオス大阪
- 紀陽銀行
- 日清スパ王プレミアム（インフォマーシャル…毎日放送）
- 磯じまん（チンで釜めし編）[5]
- スイーツリングカフェ（FMなばり）
- ブックスアルデ（FMなばり）

など

### MC
- 名張桜まつり　名張に恋!!桜編（MC、2007年3月31日）
- 第6回初瀬街道まつり（MC、2011年3月6日）
- 第7回初瀬街道まつり（MC、2012年3月4日）
- 一般社団法人名張青年会議所　創立50周年記念式典（MC、2012年4月8日）
- 名張近鉄ガス　ガス展2012（MC、2012年11月9日 - 11月12日）
- 第8回初瀬街道まつり（MC、2013年3月6日）
- 名張近鉄ガス　ガス展2013（MC、2013年10月12日 - 10月14日）
- 三重の魅力・名張元気フェア（MC、2013年12月1日）
- 第9回初瀬街道まつり（MC、2014年3月2日）
- 名張近鉄ガス　ガス展2014（MC、2014年10月11日 - 10月13日）
- 第10回初瀬街道まつり（MC、2015年3月1日）
- 公益社団法人日本青年会議所東海地区三重ブロック協議会2015年度　第45回三重ブロック大会名張大会（MC、2015年9月13日）
- 名張近鉄ガス　ガス展2015（MC、2015年10月10日 - 10月12日）